# Borůvka

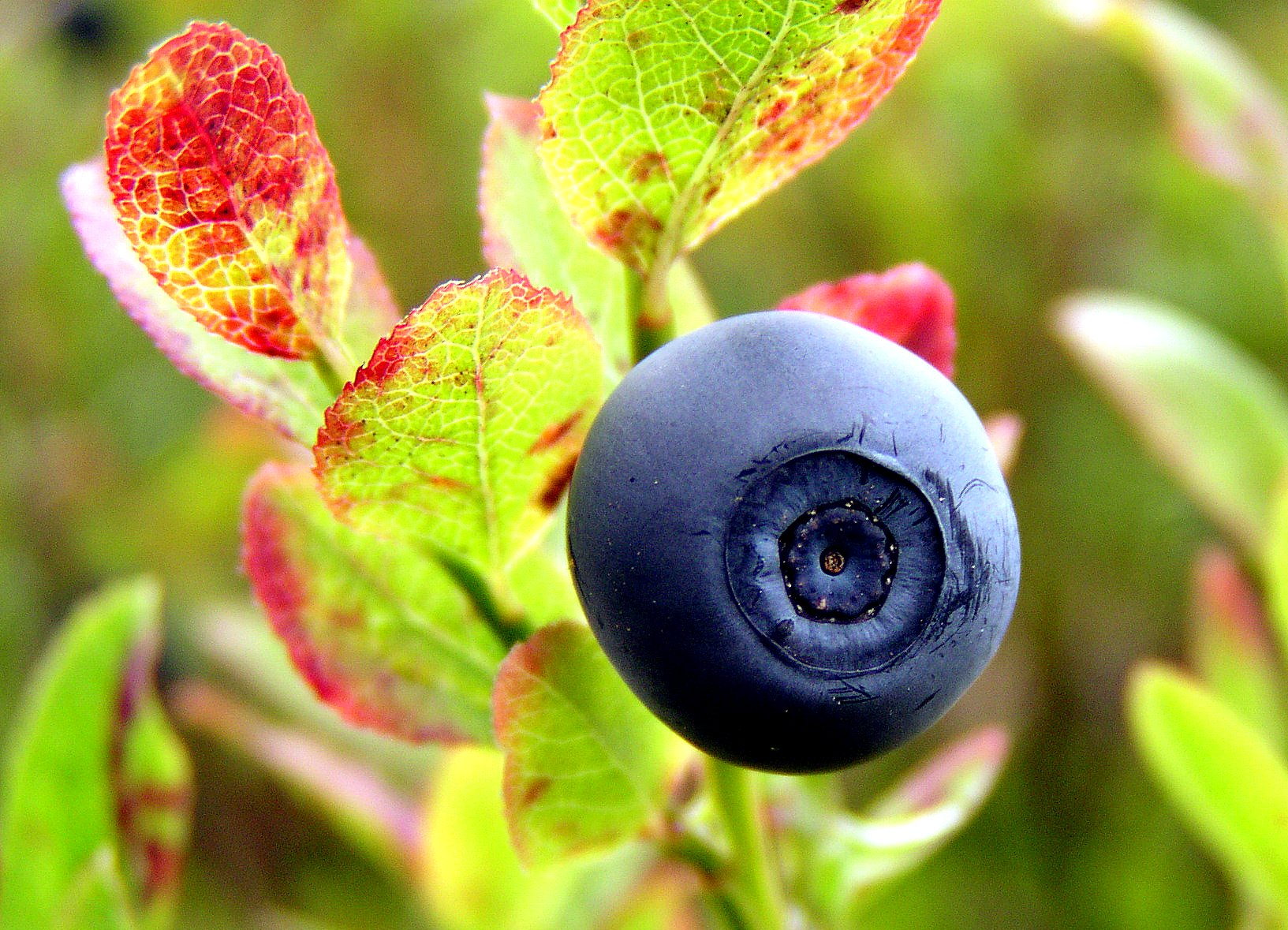
Borůvka

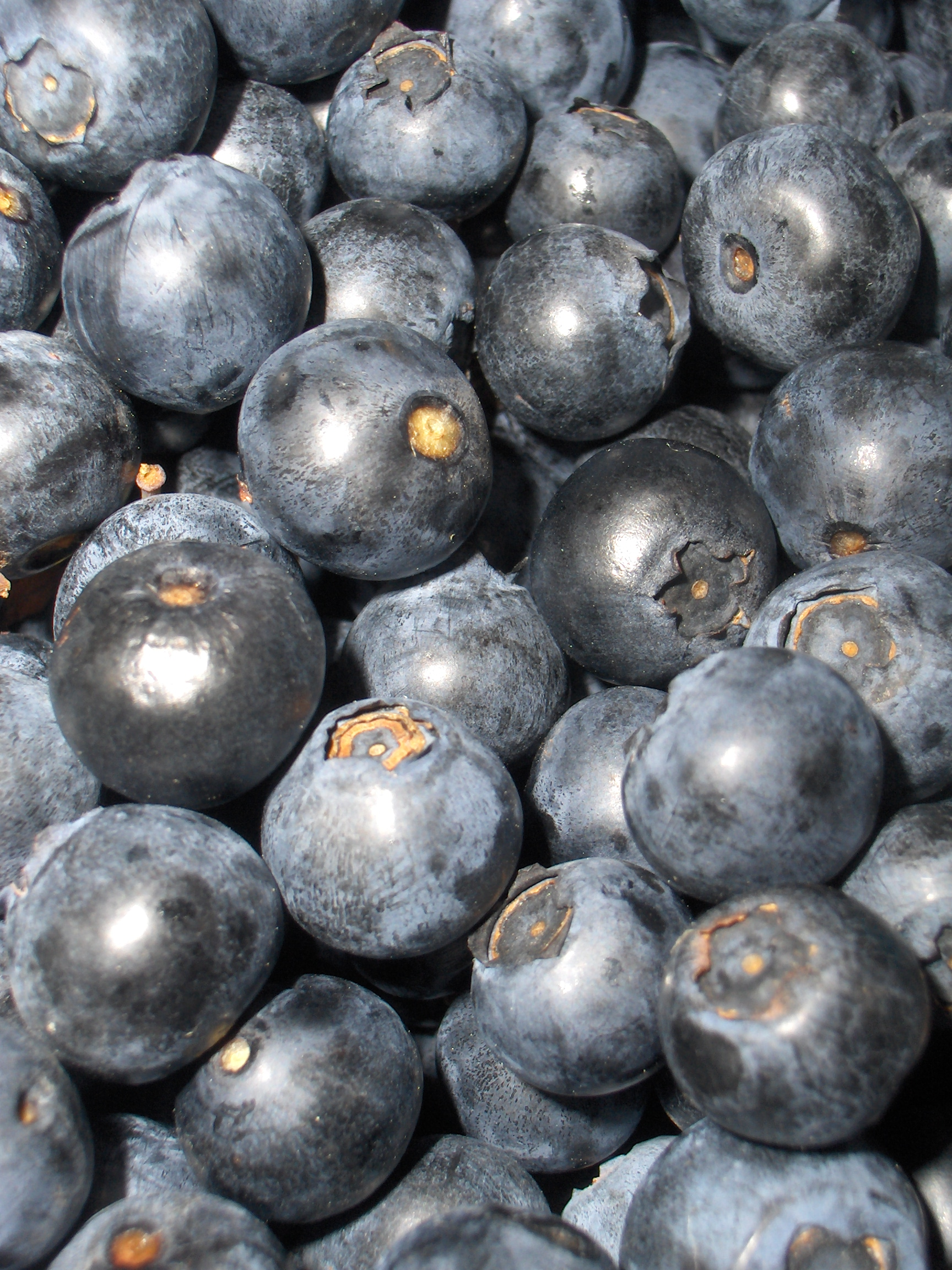
Borůvky

Borůvka je plod brusnice borůvky (Vaccinium myrtillus L.) nebo brusnice chocholičnaté (Vaccinium corymbosum L.). Jsou to malé modré plody s fialovou šťávou. Dozrávají od června do září, ve vyšších polohách vždy později. Při podrobnějším zkoumání je možno v nich nalézt mnoho drobných semen.
Je možno je jíst samotné či je naložit nebo z nich udělat dort, knedlíky, bublaninu, koláč atd. Jsou sladké a silně barví, jsou i kvalitním přírodním barvivem. Senzorickou hodnotou a obsahem cenných živin včetně zdraví prospěšných látek se řadí k nejcennějšímu ovoci. Obsahují třísloviny, antioxidanty, bioflavonoidy, karotenoidy, provitamín A, resveratrol, vitamín C, vitamíny skupiny B, ovocné cukry, malé množství tuků, mikro- a makroprvky (hořčík, draslík, mangan, železo, měď, zinek, chrom).